# Viàjlia
Viàjlia (en rus: Вяжля) és un poble de l'óblast de Saràtov, a Rússia, segons el cens del 2010 tenia 397 habitants. Pertany al districte municipal d'Atkarsk.